# Scelolyperus smaragdinus
Scelolyperus smaragdinus is een keversoort uit de familie bladkevers (Chrysomelidae). De wetenschappelijke naam van de soort werd in 1859 gepubliceerd door John Lawrence LeConte.